# Christian Benteke
Christian Benteke, né le 3 décembre 1990 à Kinshasa au Zaïre (aujourd'hui la république démocratique du Congo), est un footballeur international belge, d'origine congolaise (RDC), qui joue au poste d'attaquant à D.C. United en MLS, et dont il est actuellement le capitaine.

## Biographie

### En club

#### Débuts en Belgique
Christian Benteke est formé à la JS Pierreuse, un club populaire du quartier Sainte-Walburge à Liège. À douze ans il rejoint le Standard de Liège. À seize ans, il quitte Sclessin pour le KRC Genk, mais lorsque les dirigeants de Genk lui proposent de renouveler son contrat, peu utilisé et manquant de temps de jeu, il refuse.
Le 2 janvier 2009, il revient au Standard de Liège et il y signe un contrat de 4,5 ans pour une indemnité de transfert s'élevant à 150 000 euros. En juillet de la même année, il est prêté au KV Courtrai.

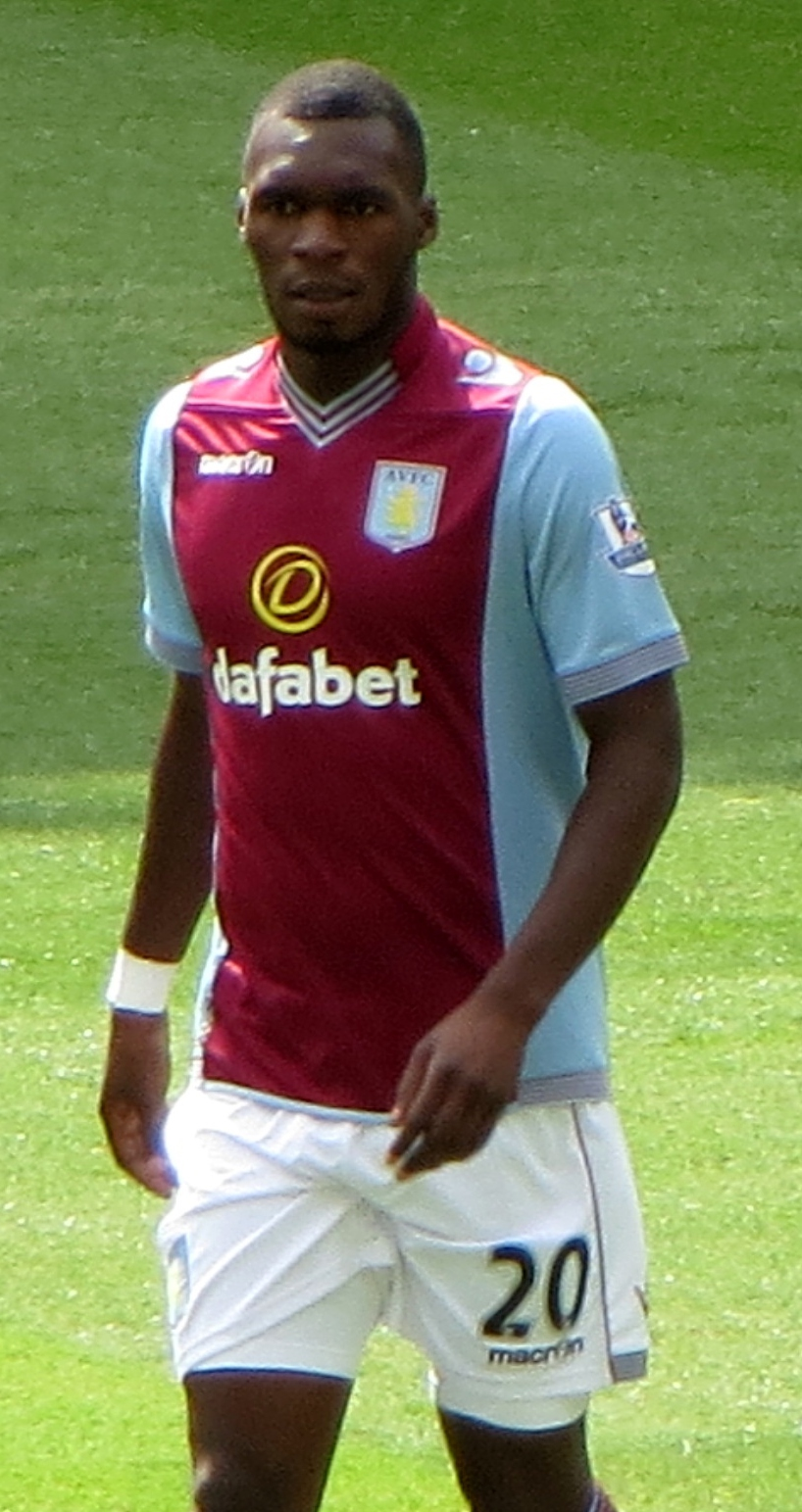
Christian Benteke avec Aston Villa en 2013.

Le 11 mai 2010, Georges Leekens, son entraîneur au KV Courtrai en 2009-2010, le sélectionne pour la première fois en équipe de Belgique en vue d'un match amical opposant les Diables Rouges à la Bulgarie le 19 mai 2010.
À la suite de son retour de prêt, en août 2011, décidé à quitter le Standard où il estime ne pas avoir d'avenir, il est transféré au KRC Genk.

#### Un nouveau statut en Premier League
En août 2012, Benteke quitte Genk pour rejoindre le club d'Aston Villa pour environ 8,8 M€.
Il réalise une très bonne saison 2012-2013 en terminant meilleur buteur de son club et quatrième meilleur buteur du championnat d'Angleterre avec dix-neuf buts derrière Robin van Persie, Luis Suárez et Gareth Bale. Lors de la 35e journée, il inscrit un triplé contre Sunderland face à son gardien coéquipier belge Simon Mignolet, devenant le deuxième joueur belge à réaliser cette performance en Premier League, derrière Romelu Lukaku. Il devient le meilleur buteur d'Aston Villa en une saison.
Le 17 août 2013, lors de la première journée de Premier League, Benteke inscrit un doublé contre Arsenal, victoire 3-1 d'Aston Villa.
Il se blesse au tendon d'achille, le 3 avril 2014, lors d'un entraînement avec Aston Villa. Selon les premiers examens, cette blessure l'empêche de jouer pendant environ six mois, il rate ainsi la Coupe du monde 2014 au Brésil.
Le 8 mai 2015, il reçoit le trophée du Joueur du mois d'avril, lors duquel il a inscrit 11 buts en 9 rencontres.
Le 22 juillet 2015, il rejoint Liverpool pour 46,8 millions d'euros ce qui en fait le deuxième joueur belge le plus cher de l'histoire devant Eden Hazard, depuis son départ du LOSC pour Chelsea pour 40 millions d'euros en 2012 mais derrière Kevin De Bruyne transféré à Manchester City pour 74 millions d'euros.
Il marque son premier but avec Liverpool le 17 août 2015 contre Bournemouth.
Arrivé à Crystal Palace en 2016, Christian Benteke est libre à la fin du mois de juin 2021. L'attaquant belge, auteur notamment de dix buts et une passe décisive en trente matches de Premier League lors de la saison 2020-2021, n'a cependant pas envie de changer d'air et prolonge son contrat avec les Eagles jusqu'en juin 2023.
Avec ses deux buts pour le Crystal Palace FC au déplacement contre le Burnley FC (3-3) le 20 novembre 2021, Benteke est devenu un des cinquante meilleurs buteurs de l'histoire de la Premier League. Avec un total de 86 buts, il occupe la 45e place.

#### Transfert en Major League Soccer
Le 5 août 2022, il est transféré à D.C. United, franchise de Major League Soccer, où il s'engage pour deux ans et demi avec le statut de joueur désigné,.

### En sélections nationales

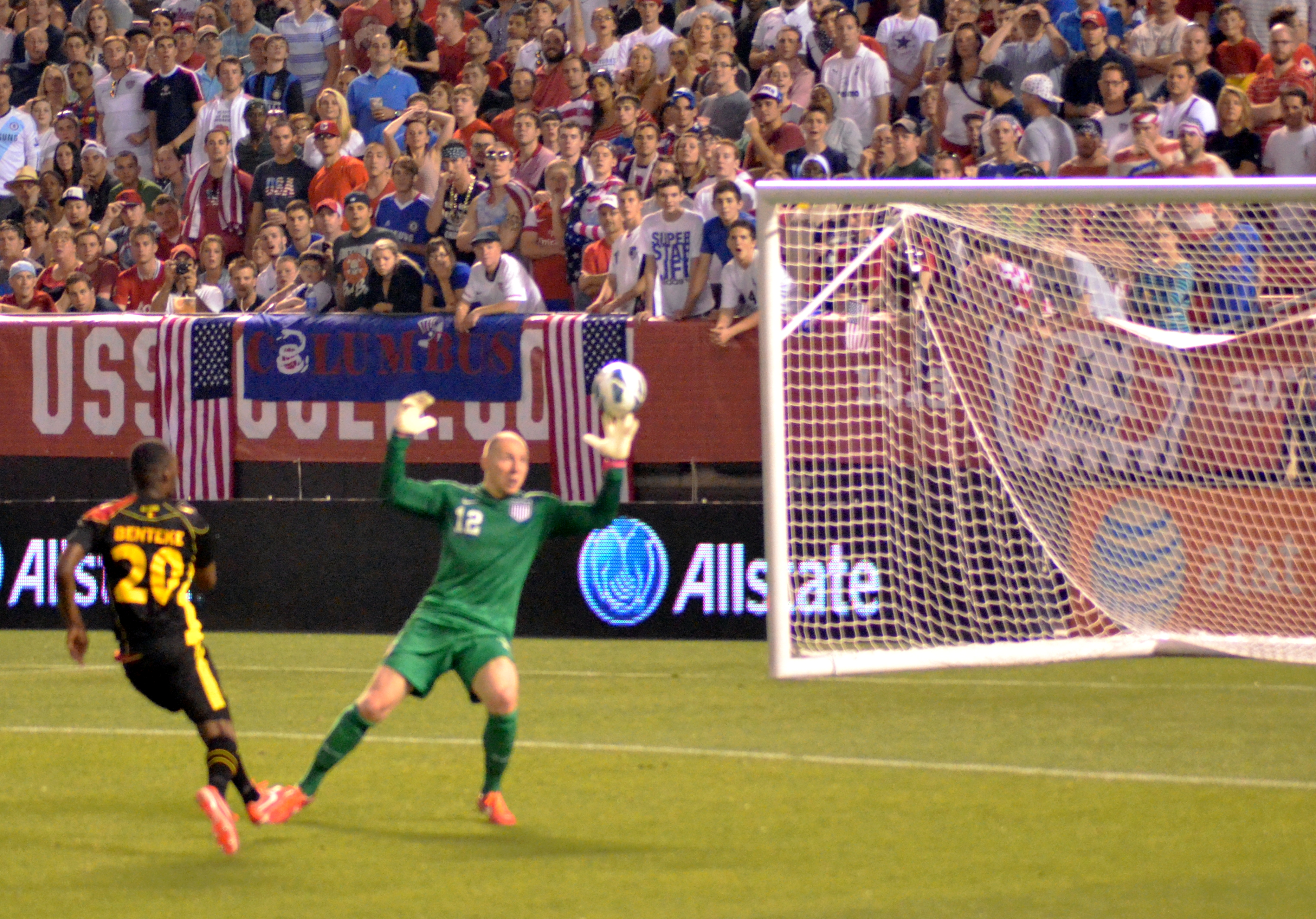
Christian Benteke inscrit un but en amical face aux États-Unis et son coéquipier à Aston Villa, Brad Guzan, en 2013.

Blessé au tendon d'achille, le 3 avril 2014, lors d'un entraînement avec son club, il est écarté des terrains pendant environ six mois et rate ainsi la Coupe du monde 2014 au Brésil.
Le 10 octobre 2016, il inscrit le but le plus rapide de l'histoire de la Coupe du monde, qualifications comprises, après seulement sept secondes de jeu face à Gibraltar. Il inscrit son premier hat-trick avec la sélection belge ce jour-là et les Diables Rouges l'emportent 0-6.

## Statistiques

### En club
| Saison                | Club                  | Championnat           | Championnat | Championnat | Championnat | Coupe nationale | Coupe nationale | Coupe nationale | Coupe de la Ligue | Coupe de la Ligue | Coupe de la Ligue | Supercoupe | Supercoupe | Supercoupe | Compétition(s) continentale(s) | Compétition(s) continentale(s) | Compétition(s) continentale(s) | Compétition(s) continentale(s) | Autres compétitions | Autres compétitions | Autres compétitions | Autres compétitions | Total | Total | Total |
| Saison                | Club                  | Division              | M.          | B.          | P.d.        | M.              | B.              | P.d.            | M.                | B.                | P.d.              | M.         | B.         | P.d.       | Comp.                          | M.                             | B.                             | P.d.                           | Comp.               | M.                  | B.                  | P.d.                | M.    | B.    | P.d.  |
| 2007-2008             | KRC Genk              | Division 1            | 7           | 0           | 2           | -               | -               | -               | -                 | -                 | -                 | -          | -          | -          | -                              | -                              | -                              | -                              | -                   | -                   | -                   | -                   | 7     | 0     | 2     |
| 2008-2009             | KRC Genk              | Division 1            | 3           | 0           | 0           | -               | -               | -               | -                 | -                 | -                 | -          | -          | -          | -                              | -                              | -                              | -                              | -                   | -                   | -                   | -                   | 3     | 0     | 0     |
| Sous-total            | Sous-total            | Sous-total            | 10          | 0           | 2           | -               | -               | -               | -                 | -                 | -                 | -          | -          | -          | -                              | -                              | -                              | -                              | -                   | -                   | -                   | -                   | 10    | 0     | 2     |
| 2008-2009             | Standard de Liège     | Division 1            | 9           | 3           | 2           | -               | -               | -               | -                 | -                 | -                 | -          | -          | -          | C3                             | 2                              | 0                              | 0                              | TM                  | 0                   | 0                   | 0                   | 11    | 3     | 2     |
| 2010-2011             | Standard de Liège     | Division 1            | 5           | 0           | 0           | -               | -               | -               | -                 | -                 | -                 | -          | -          | -          | -                              | -                              | -                              | -                              | -                   | -                   | -                   | -                   | 5     | 0     | 0     |
| 2011-2012             | Standard de Liège     | Division 1            | 4           | 0           | 1           | -               | -               | -               | -                 | -                 | -                 | 1          | 0          | 0          | C1+C3                          | 2+2                            | 0+0                            | 0+0                            | -                   | -                   | -                   | -                   | 9     | 0     | 1     |
| Sous-total            | Sous-total            | Sous-total            | 18          | 3           | 3           | -               | -               | -               | -                 | -                 | -                 | 1          | 0          | 0          | -                              | 6                              | 0                              | 0                              | -                   | 0                   | 0                   | 0                   | 25    | 3     | 3     |
| 2009-2010             | KV Courtrai (prêt)    | Division 1            | 23          | 9           | 5           | 4               | 2               | 2               | -                 | -                 | -                 | -          | -          | -          | -                              | -                              | -                              | -                              | PO1                 | 10                  | 5                   | 2                   | 37    | 16    | 9     |
| 2010-2011             | KV Malines (prêt)     | Division 1            | 14          | 4           | 0           | 2               | 1               | 0               | -                 | -                 | -                 | -          | -          | -          | -                              | -                              | -                              | -                              | PO2                 | 4                   | 2                   | 1                   | 20    | 7     | 1     |
| 2011-2012             | KRC Genk              | Division 1            | 22          | 10          | 4           | 1               | 0               | 2               | -                 | -                 | -                 | -          | -          | -          | -                              | -                              | -                              | -                              | PO1                 | 10                  | 6                   | 4                   | 33    | 16    | 10    |
| 2012-2013             | KRC Genk              | Division 1            | 5           | 3           | 1           | -               | -               | -               | -                 | -                 | -                 | -          | -          | -          | C3                             | 3                              | 1                              | 0                              | -                   | -                   | -                   | -                   | 8     | 4     | 1     |
| Sous-total            | Sous-total            | Sous-total            | 27          | 13          | 5           | 1               | 0               | 2               | -                 | -                 | -                 | -          | -          | -          | -                              | 3                              | 1                              | 0                              | -                   | 10                  | 6                   | 4                   | 41    | 20    | 11    |
| 2012-2013             | Aston Villa FC        | Premier League        | 34          | 19          | 4           | -               | -               | -               | 5                 | 4                 | 3                 | -          | -          | -          | -                              | -                              | -                              | -                              | -                   | -                   | -                   | -                   | 39    | 23    | 7     |
| 2013-2014             | Aston Villa FC        | Premier League        | 26          | 10          | 2           | 1               | 0               | 0               | 1                 | 1                 | 0                 | -          | -          | -          | -                              | -                              | -                              | -                              | -                   | -                   | -                   | -                   | 28    | 11    | 2     |
| 2014-2015             | Aston Villa FC        | Premier League        | 29          | 13          | 2           | 5               | 2               | 1               | -                 | -                 | -                 | -          | -          | -          | -                              | -                              | -                              | -                              | -                   | -                   | -                   | -                   | 34    | 15    | 3     |
| Sous-total            | Sous-total            | Sous-total            | 89          | 42          | 8           | 6               | 2               | 1               | 6                 | 5                 | 3                 | -          | -          | -          | -                              | -                              | -                              | -                              | -                   | -                   | -                   | -                   | 101   | 49    | 12    |
| 2015-2016             | Liverpool FC          | Premier League        | 29          | 9           | 3           | 4               | 0               | 2               | 2                 | 0                 | 0                 | -          | -          | -          | C3                             | 7                              | 1                              | 1                              | -                   | -                   | -                   | -                   | 42    | 10    | 6     |
| 2016-2017             | Crystal Palace FC     | Premier League        | 36          | 15          | 2           | 2               | 2               | 0               | 2                 | 0                 | 0                 | -          | -          | -          | -                              | -                              | -                              | -                              | -                   | -                   | -                   | -                   | 40    | 17    | 2     |
| 2017-2018             | Crystal Palace FC     | Premier League        | 31          | 3           | 5           | -               | -               | -               | -                 | -                 | -                 | -          | -          | -          | -                              | -                              | -                              | -                              | -                   | -                   | -                   | -                   | 31    | 3     | 5     |
| 2018-2019             | Crystal Palace FC     | Premier League        | 16          | 1           | 1           | 3               | 0               | 0               | -                 | -                 | -                 | -          | -          | -          | -                              | -                              | -                              | -                              | -                   | -                   | -                   | -                   | 19    | 1     | 1     |
| 2019-2020             | Crystal Palace FC     | Premier League        | 24          | 2           | 1           | -               | -               | -               | 1                 | 0                 | 0                 | -          | -          | -          | -                              | -                              | -                              | -                              | -                   | -                   | -                   | -                   | 25    | 2     | 1     |
| 2020-2021             | Crystal Palace FC     | Premier League        | 30          | 10          | 1           | 1               | 0               | 0               | -                 | -                 | -                 | -          | -          | -          | -                              | -                              | -                              | -                              | -                   | -                   | -                   | -                   | 31    | 10    | 1     |
| 2021-2022             | Crystal Palace FC     | Premier League        | 25          | 4           | 1           | 5               | 0               | 0               | 1                 | 0                 | 0                 | -          | -          | -          | -                              | -                              | -                              | -                              | -                   | -                   | -                   | -                   | 31    | 4     | 1     |
| Sous-total            | Sous-total            | Sous-total            | 162         | 35          | 11          | 11              | 2               | 0               | 4                 | 0                 | 0                 | -          | -          | -          | -                              | -                              | -                              | -                              | -                   | -                   | -                   | -                   | 177   | 37    | 11    |
| 2022                  | D.C. United           | MLS                   | 7           | 1           | 0           | -               | -               | -               | -                 | -                 | -                 | -          | -          | -          | -                              | -                              | -                              | -                              | -                   | -                   | -                   | -                   | 7     | 1     | 0     |
| 2023                  | D.C. United           | MLS                   | 31          | 14          | 3           | 0               | 0               | 0               | -                 | -                 | -                 | -          | -          | -          | LCup                           | 3                              | 0                              | 0                              | -                   | -                   | -                   | -                   | 34    | 14    | 3     |
| 2024                  | D.C. United           | MLS                   | 30          | 23          | 5           | -               | -               | -               | -                 | -                 | -                 | -          | -          | -          | LCup                           | 3                              | 2                              | 0                              | -                   | -                   | -                   | -                   | 33    | 25    | 5     |
| 2025                  | D.C. United           | MLS                   | 19          | 8           | 1           | 1               | 0               | 0               | -                 | -                 | -                 | -          | -          | -          | -                              | -                              | -                              | -                              | -                   | -                   | -                   | -                   | 20    | 8     | 1     |
| Sous-total            | Sous-total            | Sous-total            | 87          | 46          | 9           | 1               | 0               | 0               | -                 | -                 | -                 | -          | -          | -          | -                              | 6                              | 2                              | 0                              | -                   | -                   | -                   | -                   | 94    | 48    | 9     |
| Total sur la carrière | Total sur la carrière | Total sur la carrière | 459         | 161         | 46          | 29              | 7               | 7               | 12                | 5                 | 3                 | 1          | 0          | 0          | -                              | 22                             | 4                              | 1                              | -                   | 24                  | 13                  | 7                   | 547   | 190   | 64    |

### En sélections nationales
| Saison                | Sélection             | Phases finales        | Phases finales | Phases finales | Phases finales | Éliminatoires CDM | Éliminatoires CDM | Éliminatoires CDM | Éliminatoires EURO | Éliminatoires EURO | Éliminatoires EURO | Ligue des Nations | Ligue des Nations | Ligue des Nations | Matchs amicaux | Matchs amicaux | Matchs amicaux | Total | Total | Total |
| Saison                | Sélection             | Compétition           | M              | B              | Pd             | M                 | B                 | Pd                | M                  | B                  | Pd                 | M                 | B                 | Pd                | M              | B              | Pd             | M     | B     | Pd    |
| --------------------- | --------------------- | --------------------- | -------------- | -------------- | -------------- | ----------------- | ----------------- | ----------------- | ------------------ | ------------------ | ------------------ | ----------------- | ----------------- | ----------------- | -------------- | -------------- | -------------- | ----- | ----- | ----- |
| 2009-2010             | Belgique              | -                     | -              | -              | -              | -                 | -                 | -                 | -                  | -                  | -                  | -                 | -                 | -                 | 1              | 0              | 1              | 1     | 0     | 1     |
| 2010-2011             | Belgique              | -                     | -              | -              | -              | -                 | -                 | -                 | 1                  | 0                  | 0                  | -                 | -                 | -                 | 1              | 0              | 0              | 2     | 0     | 0     |
| 2011-2012             | Belgique              | -                     | -              | -              | -              | -                 | -                 | -                 | -                  | -                  | -                  | -                 | -                 | -                 | 1              | 0              | 0              | 1     | 0     | 0     |
| 2012-2013             | Belgique              | -                     | -              | -              | -              | 6                 | 2                 | 0                 | -                  | -                  | -                  | -                 | -                 | -                 | 4              | 4              | 1              | 10    | 6     | 1     |
| 2013-2014             | Belgique              | -                     | -              | -              | -              | 1                 | 0                 | 1                 | -                  | -                  | -                  | -                 | -                 | -                 | 3              | 0              | 0              | 4     | 0     | 1     |
| 2014-2015             | Belgique              | -                     | -              | -              | -              | -                 | -                 | -                 | 4                  | 1                  | 0                  | -                 | -                 | -                 | 2              | 0              | 1              | 6     | 1     | 1     |
| 2015-2016             | Belgique              | Euro 2016             | 2              | 0              | 0              | -                 | -                 | -                 | 1                  | 0                  | 0                  | -                 | -                 | -                 | 2              | 0              | 0              | 5     | 0     | 0     |
| 2016-2017             | Belgique              | -                     | -              | -              | -              | 2                 | 3                 | 1                 | -                  | -                  | -                  | -                 | -                 | -                 | 2              | 2              | 1              | 4     | 5     | 2     |
| 2017-2018             | Belgique              | -                     | -              | -              | -              | -                 | -                 | -                 | -                  | -                  | -                  | -                 | -                 | -                 | 1              | 0              | 0              | 1     | 0     | 0     |
| 2019-2020             | Belgique              | -                     | -              | -              | -              | -                 | -                 | -                 | 3                  | 3                  | 0                  | -                 | -                 | -                 | -              | -              | -              | 3     | 3     | 0     |
| 2020-2021             | Belgique              | Euro 2020             | 1              | 0              | 0              | 1                 | 1                 | 0                 | -                  | -                  | -                  | -                 | -                 | -                 | 1              | 0              | 0              | 3     | 1     | 0     |
| 2021-2022             | Belgique              | -                     | -              | -              | -              | 3                 | 1                 | 1                 | -                  | -                  | -                  | -                 | -                 | -                 | 2              | 1              | 0              | 5     | 2     | 1     |
| Total sur la carrière | Total sur la carrière | Total sur la carrière | 3              | 0              | 0              | 13                | 7                 | 3                 | 9                  | 4                  | 0                  | -                 | -                 | -                 | 20             | 7              | 4              | 45    | 18    | 7     |

### Matchs internationaux
| Matchs internationaux de Christian Benteke, | Matchs internationaux de Christian Benteke, | Matchs internationaux de Christian Benteke,          | Matchs internationaux de Christian Benteke, | Matchs internationaux de Christian Benteke, | Matchs internationaux de Christian Benteke, | Matchs internationaux de Christian Benteke, | Matchs internationaux de Christian Benteke,                                |
| #                                           | Date                                        | Lieu                                                 | Adversaire                                  | Résultat                                    | Compétition                                 | Club                                        | Notes                                                                      |
| ------------------------------------------- | ------------------------------------------- | ---------------------------------------------------- | ------------------------------------------- | ------------------------------------------- | ------------------------------------------- | ------------------------------------------- | -------------------------------------------------------------------------- |
| 1                                           | 19 mai 2010                                 | Stade Roi Baudouin, Bruxelles, Belgique              | Bulgarie                                    | V 2 - 1                                     | Match amical                                | KV Courtrai                                 | Entre en jeu à la place de Romelu Lukaku à la 64e minute de jeu.           |
| 2                                           | 11 août 2010                                | Veritas Stadion, Turku, Finlande                     | Finlande                                    | D 0 - 1                                     | Match amical                                | Standard de Liège                           | Titulaire, remplacé par Romelu Lukaku à la 66e minute de jeu.              |
| 3                                           | 3 septembre 2010                            | Stade Roi Baudouin, Bruxelles, Belgique              | Allemagne                                   | D 0 - 1                                     | Éliminatoires de l'Euro 2012                | KV Malines                                  | Entre en jeu à la place de Romelu Lukaku à la 73e minute de jeu.           |
| 4                                           | 25 mai 2012                                 | Stade Roi Baudouin, Bruxelles, Belgique              | Monténégro                                  | N 2 - 2                                     | Match amical                                | KRC Genk                                    | Entre en jeu à la place de Igor de Camargo à la 66e minute de jeu.         |
| 5                                           | 15 août 2012                                | Stade Roi Baudouin, Bruxelles, Belgique              | Pays-Bas                                    | V 4 - 2                                     | Match amical                                | KRC Genk                                    | Titulaire et buteur, remplacé par Romelu Lukaku à la 63e minute de jeu.    |
| 6                                           | 11 septembre 2012                           | Stade Roi Baudouin, Bruxelles, Belgique              | Croatie                                     | N 1 - 1                                     | Éliminatoires de la Coupe du monde 2014     | Aston Villa                                 | Titulaire.                                                                 |
| 7                                           | 12 octobre 2012                             | Stade de l'Étoile rouge, Belgrade, Serbie            | Serbie                                      | V 3 - 0                                     | Éliminatoires de la Coupe du monde 2014     | Aston Villa                                 | Titulaire et buteur, écope d'un carton jaune à la 35e minute de jeu.       |
| 8                                           | 16 octobre 2012                             | Stade Roi Baudouin, Bruxelles, Belgique              | Écosse                                      | V 2 - 0                                     | Éliminatoires de la Coupe du monde 2014     | Aston Villa                                 | Titulaire et buteur, remplacé par Ilombe Mboyo à la 87e minute de jeu.     |
| 9                                           | 14 novembre 2012                            | Arena Națională, Bucarest, Roumanie                  | Roumanie                                    | D 1 - 2                                     | Match amical                                | Aston Villa                                 | Titulaire et buteur, remplacé par Romelu Lukaku à la 57e minute de jeu.    |
| 10                                          | 6 février 2013                              | Stade Jan-Breydel, Bruges, Belgique                  | Slovaquie                                   | V 2 - 1                                     | Match amical                                | Aston Villa                                 | Titulaire, remplacé par Romelu Lukaku à la 46e minute de jeu.              |
| 11                                          | 22 mars 2013                                | Stade national Philippe II, Skopje, ARY de Macédoine | Macédoine                                   | V 2 - 0                                     | Éliminatoires de la Coupe du monde 2014     | Aston Villa                                 | Titulaire, remplacé par Nacer Chadli à la 85e minute de jeu.               |
| 12                                          | 26 mars 2013                                | Stade Roi Baudouin, Bruxelles, Belgique              | Macédoine                                   | V 1 - 0                                     | Éliminatoires de la Coupe du monde 2014     | Aston Villa                                 | Titulaire.                                                                 |
| 13                                          | 29 mai 2013                                 | FirstEnergy Stadium, Cleveland, États-Unis           | États-Unis                                  | V 4 - 2                                     | Match amical                                | Aston Villa                                 | Buteur, entre en jeu à la place de Mousa Dembélé à la 41e minute de jeu.   |
| 14                                          | 7 juin 2013                                 | Stade Roi Baudouin, Bruxelles, Belgique              | Serbie                                      | V 2 - 1                                     | Éliminatoires de la Coupe du monde 2014     | Aston Villa                                 | Titulaire.                                                                 |
| 15                                          | 14 août 2013                                | Stade Roi Baudouin, Bruxelles, Belgique              | France                                      | N 0 - 0                                     | Match amical                                | Aston Villa                                 | Entre en jeu à la place de Romelu Lukaku à la 60e minute de jeu.           |
| 16                                          | 6 septembre 2013                            | Hampden Park, Glasgow, Écosse                        | Écosse                                      | V 2 - 0                                     | Éliminatoires de la Coupe du monde 2014     | Aston Villa                                 | Titulaire.                                                                 |
| 17                                          | 14 novembre 2013                            | Stade Roi Baudouin, Bruxelles, Belgique              | Colombie                                    | D 0 - 2                                     | Match amical                                | Aston Villa                                 | Titulaire, remplacé par Mousa Dembélé à la 75e minute de jeu.              |
| 18                                          | 5 mars 2014                                 | Stade Roi Baudouin, Bruxelles, Belgique              | Côte d'Ivoire                               | N 2 - 2                                     | Match amical                                | Aston Villa                                 | Titulaire, remplacé par Romelu Lukaku à la 74e minute de jeu.              |
| 19                                          | 12 novembre 2014                            | Stade Roi Baudouin, Bruxelles, Belgique              | Islande                                     | V 3 - 1                                     | Match amical                                | Aston Villa                                 | Titulaire, remplacé par Dennis Praet à la 76e minute de jeu.               |
| 20                                          | 16 novembre 2014                            | Stade Roi Baudouin, Bruxelles, Belgique              | Pays de Galles                              | N 0 - 0                                     | Éliminatoires de l'Euro 2016                | Aston Villa                                 | Entre en jeu à la place de Nacer Chadli à la 62e minute de jeu.            |
| 21                                          | 28 mars 2015                                | Stade Roi Baudouin, Bruxelles, Belgique              | Chypre                                      | V 5 - 0                                     | Éliminatoires de l'Euro 2016                | Aston Villa                                 | Titulaire et buteur, remplacé par Michy Batshuayi à la 77e minute de jeu.  |
| 22                                          | 31 mars 2015                                | Stade Teddy, Jérusalem, Israël                       | Israël                                      | V 1 - 0                                     | Éliminatoires de l'Euro 2016                | Aston Villa                                 | Titulaire, remplacé par Jason Denayer à la 66e minute de jeu.              |
| 23                                          | 7 juin 2015                                 | Stade de France, Saint-Denis, France                 | France                                      | V 4 - 3                                     | Match amical                                | Aston Villa                                 | Titulaire, remplacé par Romelu Lukaku à la 59e minute de jeu.              |
| 24                                          | 12 juin 2015                                | Cardiff City Stadium, Cardiff, Pays de Galles        | Pays de Galles                              | D 0 - 1                                     | Éliminatoires de l'Euro 2016                | Aston Villa                                 | Titulaire.                                                                 |
| 25                                          | 6 septembre 2015                            | Stade GSP, Nicosie, Chypre                           | Chypre                                      | V 1 - 0                                     | Éliminatoires de l'Euro 2016                | Liverpool FC                                | Titulaire, remplacé par Divock Origi à la 46e minute de jeu.               |
| 26                                          | 28 mai 2016                                 | Stade de Genève, Carouge, Suisse                     | Suisse                                      | V 2 - 1                                     | Match amical                                | Liverpool FC                                | Entre en jeu à la place de Marouane Fellaini à la 85e minute de jeu.       |
| 27                                          | 1er juin 2016                               | Stade Roi Baudouin, Bruxelles, Belgique              | Finlande                                    | N 1 - 1                                     | Match amical                                | Liverpool FC                                | Entre en jeu à la place de Michy Batshuayi à la 57e minute de jeu.         |
| 28                                          | 18 juin 2016                                | Matmut Atlantique, Bordeaux, France                  | République d'Irlande                        | V 3 - 0                                     | Euro 2016                                   | Liverpool FC                                | Entre en jeu à la place de Romelu Lukaku à la 83e minute de jeu.           |
| 29                                          | 22 juin 2016                                | Allianz Riviera, Nice, France                        | Suède                                       | V 1 - 0                                     | Euro 2016                                   | Liverpool FC                                | Entre en jeu à la place de Romelu Lukaku à la 87e minute de jeu.           |
| 30                                          | 7 octobre 2016                              | Stade Roi Baudouin, Bruxelles, Belgique              | Bosnie-Herzégovine                          | V 4 - 0                                     | Éliminatoires de la Coupe du monde 2018     | Crystal Palace                              | Entre en jeu à la place de Romelu Lukaku à la 82e minute de jeu.           |
| 31                                          | 10 octobre 2016                             | Stade de l'Algarve, Faro, Portugal                   | Gibraltar                                   | V 6 - 0                                     | Éliminatoires de la Coupe du monde 2018     | Crystal Palace                              | Titulaire et buteur, remplacé par Michy Batshuayi à la 80e minute de jeu.  |
| 32                                          | 28 mars 2017                                | Stade olympique Ficht, Sotchi, Russie                | Russie                                      | N 3 - 3                                     | Match amical                                | Crystal Palace                              | Titulaire et buteur, remplacé par Romelu Lukaku à la 77e minute de jeu.    |
| 33                                          | 5 juin 2017                                 | Stade Roi Baudouin, Bruxelles, Belgique              | Tchéquie                                    | V 2 - 1                                     | Match amical                                | Crystal Palace                              | Entre en jeu à la place de Romelu Lukaku à la 46e minute de jeu.           |
| 34                                          | 2 juin 2018                                 | Stade Roi Baudouin, Bruxelles, Belgique              | Portugal                                    | N 0 - 0                                     | Match amical                                | Crystal Palace                              | Entre en jeu à la place de Romelu Lukaku à la 46e minute de jeu.           |
| 35                                          | 10 octobre 2019                             | Stade Roi Baudouin, Bruxelles, Belgique              | Saint-Marin                                 | V 9 - 0                                     | Éliminatoires de l'Euro 2020                | Crystal Palace                              | Buteur, entre en jeu à la place de Romelu Lukaku à la 76e minute de jeu.   |
| 36                                          | 13 octobre 2019                             | Astana Arena, Noursoultan, Kazakhstan                | Kazakhstan                                  | V 2 - 0                                     | Éliminatoires de l'Euro 2020                | Crystal Palace                              | Entre en jeu à la place de Michy Batshuayi à la 78e minute de jeu.         |
| 37                                          | 19 novembre 2019                            | Stade Roi Baudouin, Bruxelles, Belgique              | Chypre                                      | V 6 - 1                                     | Éliminatoires de l'Euro 2020                | Crystal Palace                              | Titulaire et buteur, remplacé par Divock Origi à la 79e minute de jeu.     |
| 38                                          | 8 octobre 2020                              | Stade Roi Baudouin, Bruxelles, Belgique              | Côte d'Ivoire                               | N 1 - 1                                     | Match amical                                | Crystal Palace                              | Entre en jeu à la place de Michy Batshuayi à la 68e minute de jeu.         |
| 39                                          | 30 mars 2021                                | Stade Den Dreef, Louvain, Belgique                   | Biélorussie                                 | V 8 - 0                                     | Éliminatoires de la Coupe du monde 2022     | Crystal Palace                              | Buteur, entre en jeu à la place de Michy Batshuayi à la 64e minute de jeu. |
| 40                                          | 21 juin 2021                                | Gazprom Arena, Saint-Pétersbourg, Russie             | Finlande                                    | V 2 - 0                                     | Euro 2020                                   | Crystal Palace                              | Entre en jeu à la place de Romelu Lukaku à la 84e minute de jeu.           |
| 41                                          | 2 septembre 2021                            | A. Le Coq Arena, Tallinn, Estonie                    | Estonie                                     | V 5 - 2                                     | Éliminatoires de la Coupe du monde 2022     | Crystal Palace                              | Entre en jeu à la place de Romelu Lukaku à la 74e minute de jeu.           |
| 42                                          | 8 septembre 2021                            | Ak Bars Arena, Kazan, Russie                         | Biélorussie                                 | V 1 - 0                                     | Éliminatoires de la Coupe du monde 2022     | Crystal Palace                              | Entre en jeu à la place de Dodi Lukebakio à la 76e minute de jeu.          |
| 43                                          | 13 novembre 2021                            | Stade Roi Baudouin, Bruxelles, Belgique              | Estonie                                     | V 3 - 1                                     | Éliminatoires de la Coupe du monde 2022     | Crystal Palace                              | Titulaire et buteur, remplacé par Divock Origi à la 83e minute de jeu.     |
| 44                                          | 26 mars 2022                                | Aviva Stadium, Dublin, Irlande                       | République d'Irlande                        | N 2 - 2                                     | Match amical                                | Crystal Palace                              | Entre en jeu à la place de Michy Batshuayi à la 83e minute de jeu.         |
| 45                                          | 29 mars 2022                                | Lotto Park, Bruxelles, Belgique                      | Burkina Faso                                | V 3 - 0                                     | Match amical                                | Crystal Palace                              | Buteur, entre en jeu à la place de Michy Batshuayi à la 69e minute de jeu. |

### Buts internationaux
| Buts internationaux de Christian Benteke, | Buts internationaux de Christian Benteke, | Buts internationaux de Christian Benteke,  | Buts internationaux de Christian Benteke, | Buts internationaux de Christian Benteke, | Buts internationaux de Christian Benteke, | Buts internationaux de Christian Benteke, | Buts internationaux de Christian Benteke, | Buts internationaux de Christian Benteke, | Buts internationaux de Christian Benteke, |
| #                                         | Date                                      | Lieu                                       | Adversaire                                | Résultat                                  | Compétition                               | Détail                                    | Détail                                    | Détail                                    | Cape                                      |
| ----------------------------------------- | ----------------------------------------- | ------------------------------------------ | ----------------------------------------- | ----------------------------------------- | ----------------------------------------- | ----------------------------------------- | ----------------------------------------- | ----------------------------------------- | ----------------------------------------- |
| 1                                         | 15 août 2012                              | Stade Roi Baudouin, Bruxelles, Belgique    | Pays-Bas                                  | V 4 - 2                                   | Match amical                              | 20e                                       | du pied gauche                            | 1-0                                       | 5e                                        |
| 2                                         | 12 octobre 2012                           | Stade de l'Étoile rouge, Belgrade, Serbie  | Serbie                                    | V 3 - 0                                   | Éliminatoires de la Coupe du monde 2014   | 34e                                       | de la tête                                | 0-1                                       | 7e                                        |
| 3                                         | 16 octobre 2012                           | Stade Roi Baudouin, Bruxelles, Belgique    | Écosse                                    | V 2 - 0                                   | Éliminatoires de la Coupe du monde 2014   | 69e                                       | de la tête                                | 1-0                                       | 8e                                        |
| 4                                         | 14 novembre 2012                          | Arena Națională, Bucarest, Roumanie        | Roumanie                                  | D 1 - 2                                   | Match amical                              | 23e                                       | du pied gauche                            | 0-1                                       | -                                         |
| 5                                         | 29 mai 2013                               | FirstEnergy Stadium, Cleveland, États-Unis | États-Unis                                | V 4 - 2                                   | Match amical                              | 56e                                       | du pied droit                             | 1-2                                       | 13e                                       |
| 6                                         | 29 mai 2013                               | FirstEnergy Stadium, Cleveland, États-Unis | États-Unis                                | V 4 - 2                                   | Match amical                              | 71e                                       | du pied droit                             | 1-4                                       | 13e                                       |
| 7                                         | 28 mars 2015                              | Stade Roi Baudouin, Bruxelles, Belgique    | Chypre                                    | V 5 - 0                                   | Éliminatoires de l'Euro 2016              | 35e                                       | de la tête                                | 2-0                                       | 21e                                       |
| 8                                         | 10 octobre 2016                           | Stade de l'Algarve, Faro, Portugal         | Gibraltar                                 | V 6 - 0                                   | Éliminatoires de la Coupe du monde 2018   | 1re                                       | du pied gauche                            | 0-1                                       | 31e                                       |
| 9                                         | 10 octobre 2016                           | Stade de l'Algarve, Faro, Portugal         | Gibraltar                                 | V 6 - 0                                   | Éliminatoires de la Coupe du monde 2018   | 43e                                       | du pied gauche                            | 0-3                                       | 31e                                       |
| 10                                        | 10 octobre 2016                           | Stade de l'Algarve, Faro, Portugal         | Gibraltar                                 | V 6 - 0                                   | Éliminatoires de la Coupe du monde 2018   | 56e                                       | du pied gauche                            | 0-5                                       | 31e                                       |
| 11                                        | 28 mars 2017                              | Stade olympique Ficht, Sotchi, Russie      | Russie                                    | N 3 - 3                                   | Match amical                              | 42e                                       | de la tête                                | 1-2                                       | 32e                                       |
| 13                                        | 28 mars 2017                              | Stade olympique Ficht, Sotchi, Russie      | Russie                                    | N 3 - 3                                   | Match amical                              | 45e                                       | de la tête                                | 1-3                                       | 32e                                       |
| 13                                        | 10 octobre 2019                           | Stade Roi Baudouin, Bruxelles, Belgique    | Saint-Marin                               | V 9 - 0                                   | Éliminatoires de l'Euro 2020              | 79e                                       | du pied droit                             | 7-0                                       | 35e                                       |
| 14                                        | 19 novembre 2019                          | Stade Roi Baudouin, Bruxelles, Belgique    | Chypre                                    | V 6 - 1                                   | Éliminatoires de l'Euro 2020              | 16e                                       | du pied gauche                            | 1-1                                       | 37e                                       |
| 15                                        | 19 novembre 2019                          | Stade Roi Baudouin, Bruxelles, Belgique    | Chypre                                    | V 6 - 1                                   | Éliminatoires de l'Euro 2020              | 68e                                       | du pied gauche                            | 6-1                                       | 37e                                       |
| 16                                        | 30 mars 2021                              | Stade Den Dreef, Louvain, Belgique         | Biélorussie                               | V 8 - 0                                   | Éliminatoires de la Coupe du monde 2022   | 70e                                       | du pied droit                             | 6-0                                       | 39e                                       |
| 17                                        | 13 novembre 2021                          | Stade Roi Baudouin, Bruxelles, Belgique    | Estonie                                   | V 3 - 1                                   | Éliminatoires de la Coupe du monde 2022   | 11e                                       | du pied droit                             | 1-0                                       | 43e                                       |
| 18                                        | 29 mars 2022                              | Lotto Park, Bruxelles, Belgique            | Burkina Faso                              | V 3 - 0                                   | Match amical                              | 75e                                       | de la tête                                | 3-0                                       | 45e                                       |

## Palmarès

### En club
|  |  | Standard de Liège - Championnat de Belgique (1) : - Champion : 2009. - Supercoupe de Belgique : - Finaliste : 2011. |  | Aston Villa - Coupe d'Angleterre : - Finaliste : 2015. |  | Liverpool FC - Coupe de la Ligue : - Finaliste : 2016. - Ligue Europa : - Finaliste : 2016. |

### Distinctions personnelles
- Élu joueur du mois de Premier League en avril 2015.
- Meilleur buteur de la MLS en 2024 (23 buts)[25].

## Vie privée
Son frère cadet, Jonathan Benteke (en), est également footballeur et joue la fin de saison 2022 à Loudoun United, équipe réserve de D.C. United où évolue Christian,.